# 383
383 (CCCLXXXIII) je bilo navadno leto, ki se je po julijanskem koledarju začelo na nedeljo.

## Dogodki
- Magn Maksim se razglasi za rimskega cesarja in osvoji Hispanijo in Galijo.

## Smrti
- 25. avgust - Gracijan, cesar Zahodnega rimkega cesarstva (* 359)

Neznan datum
- Ardašir II., enajsti šah iranskega Sasanidskega cesarstva (* 309/310)
- Vulfila, gotski škof in misijonar (* okoli 311)